# (8605) 1968 OH
A (8605) 1968 OH a Naprendszer kisbolygóövében található aszteroida. C. Torres és S. Cofre fedezte fel 1968. július 18-án.